# Časové znamení
Časové znamení je viditelný, slyšitelný, mechanický, elektronický nebo jiný signál využívaný k synchronizaci měření času.  

## Historie
V době, kdy nebyly běžně dostupné přenosné osobní časoměřiče, se k měření času využívaly hodiny umístěné na věžích, budovách nebo veřejných prostranstvích. Odedávna se využívaly sluneční hodiny, jejichž funkce je však závislá na denní době a přízni počasí. Po vynálezu hodinového stroje plnily synchronizační funkci zpravidla věžní hodiny, které však zpočátku byly málo přesné a musely být denně seřizovány podle slunečních hodin. Vizuální signalizace pomocí rafijí na ciferníku byla doplňována akustickou signalizací: odbíjením zvonů, případně výstřely z děla. V nočních hodinách čas pravidelně ohlašoval vyvoláváním ponocný. Na věži hvězdárny pražského Klementina bylo poledne signalizováno mávnutím praporkem. Po vynálezu telegrafu a radiového vysílání je signál přenášen dálkově těmito technologiemi. Ve větší části Evropy od roku 1970 umožňuje automatickou synchronizaci hodin tzv. frankfurtský časový signál vysílaný radiostanicí DCF77 na základě měření césiových atomových hodin z Fyzikálně-technického institutu (PTB) v Braunschweigu. 

## Československo a Česko
V Československu v roce 1923 vznikla rozhlasová stanice Radiojournal, od prosince 1924 vysílala časové znamení v podobě zvuku gongu. Ten byl v roce 1925 nahrazen pětivteřinovým písknutím, přenášeným do rozhlasu telefonem z hlavních hodin hvězdárny pražského Klementina. Tento signál byl vysílán každý všední den vždy ve 22 hodin večer. Od 1. dubna 1926 bylo zavedeno nové časové znamení, které trvalo čtvrt minuty a vysílalo se dvakrát denně. 28. října 1931 bylo toto časové znamení změněno na frekvenci komorního „a“, prý proto, aby podle něj muzikanti mohli ladit. Od 1. ledna 1939 se vysílalo časové znamení každou čtvrthodinu a mělo podobu podle věžního zvonění: ve čtvrt bylo před vlastním pětisekundovým signálem jedno krátké pípnutí, v půl dvě krátká pípnutí, ve tři čtvrtě tři pípnutí a před celou hodinou čtyři pípnutí. Začátku nové minuty odpovídal konec vlastního pětisekundového pípnutí. Od 1. října 1947 se jako časové znamení poprvé vysílal signál sestávající z 5 krátkých pípnutí následujících v sekundových rozestupech, tj. první pípnutí čtyři sekundy před začátkem nové minuty, páté pípnutí v okamžiku změny minuty. V roce 1959 byla frekvence komorního „a“ (440 Hz) nahrazena frekvencí 1000 Hz, která je pro lidské ucho výraznější. Od roku 1966 se pětibodové znamení používalo ve vysílání pravidelně. V roce 1984 byla poslední, pátá tečka prodloužena na polovinu sekundy (správný čas odpovídá začátku tohoto posledního pípnutí), později přibyl na některých rozhlasových stanicích hudební podkres. V roce 1999 bylo časové znamení zkráceno na 4 pípnutí, tj. první pípnutí je tři sekundy před koncem minuty.  Vzhledem k přenášení signálu přes satelity je signál vysílán o čtvrt sekundy či o sekundu dříve, než kdy má k posluchačům dorazit.
V československé telefonní síti existovala do roku 1998 s telefonním číslem 112 hlasová služba s názvem „Přesný čas“, číslo 112 však mělo být rezervováno jako univerzální tísňová linka, a proto služba přesného času byla převedena na telefonní číslo 14112, ale již jako placená služba společnosti O2. Tato služba vysílala časový signál každých 10 sekund (např. „Gong oznámí 21 hodin, 38 minut 10 sekund… gong“). Podobné služby existovaly či existují i v jiných zemích.  
Od roku 1995 poskytuje PTB telefonní časovou službu, jejíž pomocí lze počítačem s telefonním modemem získat časovou informaci z atomových hodin v PTB přes veřejnou telefonní síť.
Synchronizace času přes internet je možná pomocí protokolu NTP (Network Time Protocol).
Hodinové či čtvrthodinové vyzvánění na některých kostelních či městských věžích je udržováno spíše z tradičních než praktických důvodů. Zvonění je zcela běžně využíváno na základních a středních školách v časech stanovených začátků a konců vyučovacích hodin. 
V některých továrnách bývalo zvykem ohlašovat sirénou konec pracovních směn. V prvních desetiletích 21. století přetrvala tato praxe ještě například v továrnách ŽĎAS a.s. ve Žďáru nad Sázavou Rubena a.s. v Náchodě, či v železárnách v Hrádku nad Nisou.